# Каракогинський сільський округ (Мендикаринський район)
Карако́гинський сільський округ (каз. Қарақоға ауылдық округі, рос. Каракогинский сельский округ) — адміністративна одиниця у складі Мендикаринського району Костанайської області Казахстану. Адміністративний центр — село Узинагаш.
Населення — 627 осіб (2021; 1879 у 2009, 2470 у 1999, 2877 у 1989).
Станом на 1989 рік існувала Каракогинська сільська рада (село Жаркайин, селища Байгожа, Жапалак, Каражар, Кульчукай, Туленгут, Узинагаш). У період 1999-2009 років село Каражар передано до складу Ломоносовського сільського округу. Село Жапалак ліквідовано 2009 року, село Жаркайин — 2019 року.

## Склад
До складу округу входять такі населені пункти:
| Населений пункт | Старі назви | Населення, осіб (1989) | Населення, осіб (1999) | Населення, осіб (2009) | Населення, осіб (2021) |
| --------------- | ----------- | ---------------------- | ---------------------- | ---------------------- | ---------------------- |
| Байгожа, село   | -           | 189                    | 212                    | 151                    | 37                     |
| Жапалак, село   | -           | 115                    | 69                     | -                      | -                      |
| Жаркайин, село  | -           | 247                    | 297                    | 207                    | -                      |
| Кульчукай, село | -           | 343                    | 232                    | 308                    | 148                    |
| Туленгут, село  | -           | 243                    | 369                    | 194                    | 98                     |
| Узинагаш, село  | -           | 1740                   | 1291                   | 1019                   | 344                    |